# Entodon serrulatus
Entodon serrulatus är en bladmossart som beskrevs av Mitten 1869. Entodon serrulatus ingår i släktet Entodon och familjen Entodontaceae. Inga underarter finns listade i Catalogue of Life.